# Клад из Гваррасара
Клад из Гваррасара — знаменитое сокровище, найденное в Гваррасаре, Испания. Наиболее яркий памятник вестготского прикладного искусства VII века.
Состоит из ряда предметов, принесенных в дар церкви вестготскими королями — нескольких вотивных корон, вотивных крестов и фибул.

## История и местонахождение
Вероятно, во время мусульманской оккупации был закопан в землю вестготскими священниками на территории, принадлежащей церкви. Там и был найден между 1858 и 1861 годами на территории монастыря Санта-Мария де Сорбасес, в саду Гваррасар, рядом с Гуадамуром, местностью в нескольких километрах от Толедо.
Клад, пролежавший в земле более тысячи лет, был обнаружен случайно — сильные дожди размыли землю и обнажили каменный ящик вместе с захоронением священника по имени Криспинус. Обнаружившие золотые вещи испанцы отнесли некому толедскому ювелиру, который, хотя это и не доказано, пустил половину предметов на переплавку. Остаток купил французский военный, по возвращении в Париж перепродавший его музею Клюни. Местные жители же продолжили копать и обнаружили еще группу ювелирных изделий, которые на этот раз оказались в руках королевы Испании Изабеллы II и перешли в собственность государства.
Французские ученые отреставрировали короны Реккесвинта и Свинтилы, чуть изменив их внешний вид. К примеру, крест, который в настоящий момент служит центром короны Реккисвинта, изначально был самостоятельной фибулой. Испанское правительство смогло вернуть два этих крупных изделия из Парижа на родину, но в 1921 году корона Свинтилы была похищена из музея в Мадриде и до сих пор не найдена. Также исчез фрагмент другой короны (решетчатый).
Кроме музея Клюни в Париже, в настоящий момент вещи из клада хранятся в Национальном археологическом музее в Мадриде и сокровищнице Паласио Реаль, Мадрид. (Целиком в копиях весь клад можно увидеть в Толедо, в музее вестготского искусства — церкви Сан-Роман).

## Состав
Самыми ценными предметами были две большие вотивные короны с именами королей Реккесвинта и Свинтилы. Они обе изготовлены из золота и украшены жемчугами, сапфирами и проч. драгоценными камнями. Вторая из этих корон с 1921 года, после похищения из музея, находится в розыске. Также вклад включает несколько подвесных корон меньшего размера, диадему аббата Феодосия и 5 крестов, включая вотивные и крест епископа Луцетия. Как указывают, было и несколько поясов, но они также пропали.
Как произведения ювелирного искусства эти украшения демонстрируют не только вестготскую традицию, но и византийское влияние. Техника инкрустации — типичная германская, а тип короны, которая не предназначалась для ношения на голове, пришел из Византии (осн. статья вотивная корона с описанием находок и из этого клада). Манера — т. н. «полихромный стиль».